# Partido Comunista de Andalucía
El Partido Comunista de Andalucía es la organización del Partido Comunista de España (PCE) en Andalucía. Es la mayor organización de las que integran el PCE y la que conserva un mayor grado de actividad.
Tiene unos 11 000 afiliados[cita requerida] y su secretario general es Ernesto Alba que sustituyó en julio de 2017 a José Manuel Mariscal.
Tras las elecciones al Parlamento de Andalucía celebradas el 19 de junio de 2022, el Partido Comunista de Andalucía perdió representación en la cámara andaluza por primera vez desde 1982.

## Historia
El PCE fue el principal partido de la oposición a Franco dentro del Estado y defendía a principios de 1977 una organización no unitaria y anticentralista del Estado español para que, una vez se consolide la democracia, profundizando en ella, llegar al socialismo. En estas fechas defiende un poder regional para Andalucía. Entre los días 14 y 16 de diciembre de 1979 tiene lugar en Torremolinos el Congreso Constituyente del PCA, nueva denominación por la que pasa a llamarse al PCE en Andalucía, que contó con 70 miembros.
El Manifiesto Fundacional aprobado en su I Congreso del PCA lo forman 8 tesis que contienen un total de 59 artículos. Revisa la formación del Estado en la España del XIX y su negativa repercusión para el país y, en particular, para Andalucía. La nueva organización como versión andaluza del PCE se define, como partido marxista y revolucionario, democrático y de masas, solidario con la lucha de los comunistas y las fuerzas de progreso de los pueblos de España. Se define como parte integrante del PCE, a la vez que asume su carácter internacionalista considerándose “herederos de las tradiciones revolucionarias del pueblo andaluz”.

## Secretarios generales
| Nombre               | Periodo          | Notas |
| -------------------- | ---------------- | ----- |
| Fernando Soto        | 1977-1981        |       |
| Felipe Alcaraz       | 1981–2002        |       |
| José Luis Centella   | 2002-2010        |       |
| José Manuel Mariscal | 2010–2017        |       |
| Ernesto Alba         | 2017– Actualidad |       |

## Resultados electorales

### Elecciones generales
| Comicios | # de votos | % de votos | Diputados |
| -------- | ---------- | ---------- | --------- |
| 1977     | 330 250    | 11,28 %    | 5/59      |
| 1979     | 392 442    | 13,33 %    | 7/59      |
| 1982     | 211 417    | 7,7 %      | 0/33      |

### Elecciones autonómicas
| Elecciones | Escaños | ± | Posición | Votos   | %     | Gobierno  | Líder          |
| ---------- | ------- | - | -------- | ------- | ----- | --------- | -------------- |
| 1982       | 8/109   | 8 | 4º       | 243 344 | 8,57% | Oposición | Felipe Alcaraz |